# Piersic
Piersicul (Prunus persica) (grec. μῆλον Περσικόν mêlon Persikón „măr persan“) este un pom fructifer, din familia Rosaceae, genul Prunus.

## Morfologie

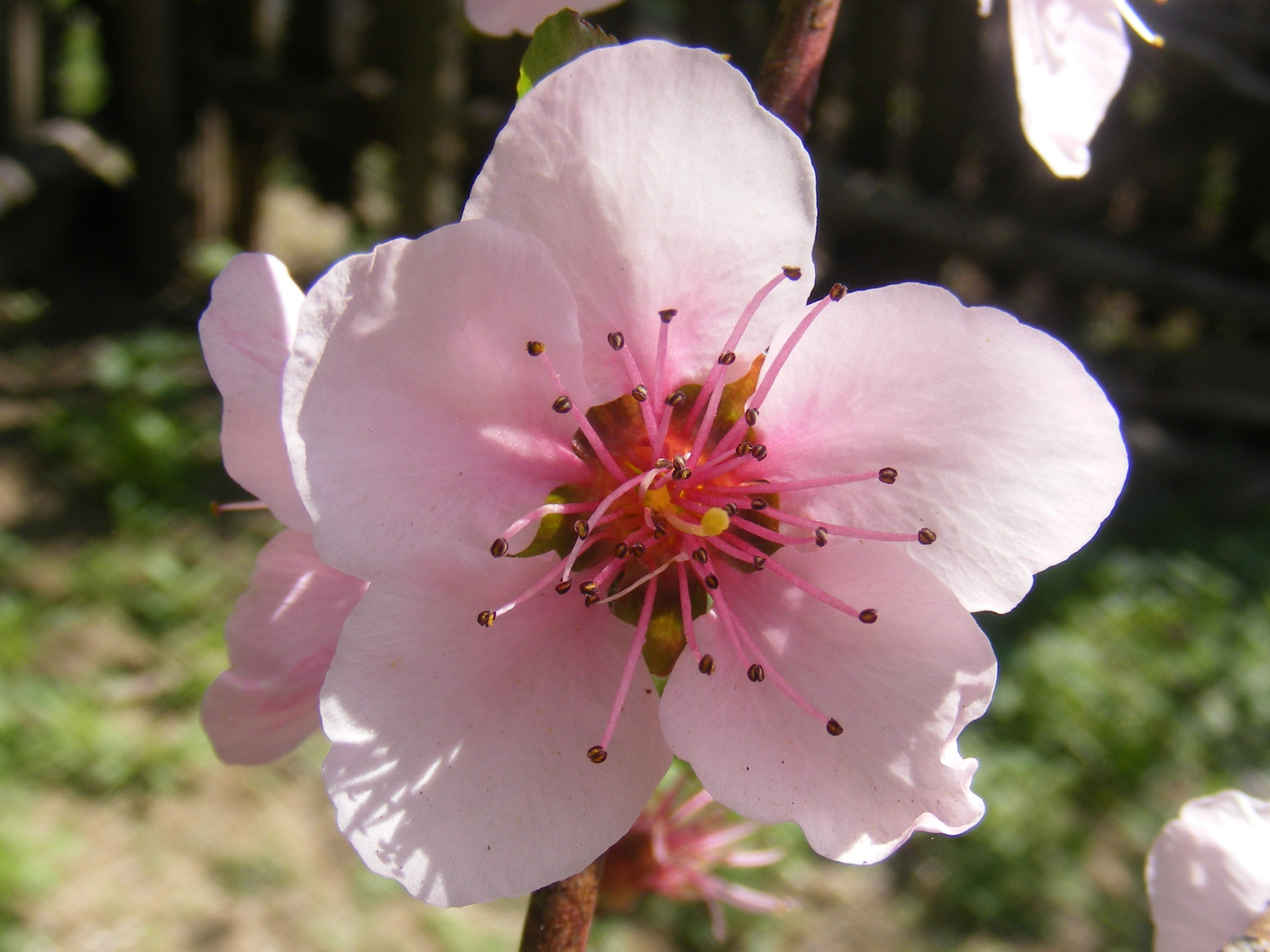
Floare de piersic

Piersicul este un arbore care atinge 8 m înălțime; crengile sale sunt relativ drepte cu ramificații puține. Frunzele lui sunt pe margini ușor zimțate de formă lanceolată, având lungimea între 8 – 15 cm și lâțimea de 2 – 4 cm. Florile cu un diametru de 2,5 - 3,5 cm, au o formă cupolă, fiind de culoare roză sau galbenă. Fructele acoperite frecvent de peri, au forma sferică cu un diametru de 5 – 10 cm, având nuanțe de culoare de la verde deschis, galben la roșiatic. Sâmburele așezat central este de consistență dură.

## Cultivare
Piersicul este plantat în podgorii de viță de vie. Pomii sunt sensibili la frig, de acea se practică frecvent altoirea prunului cu mlădițe de piersic.
Piersicul rezistă la temperaturi de până la -30 de grade Celsius în timpul iernii, însă dacă după înflorirea ramurilor, temperatura scade la mai puțin de -4 de grade, florile se scutură iar pomul nu mai poate produce fructe în anul respectiv. Astfel, înghețurile neașteptate din timpul primăverii sunt destul de problematice, întrucât piersicul înflorește destul de devreme (la începutul primăverii). De asemenea, pentru ca fructele să se coacă, este nevoie ca temperatura din timpul verii, în luna cea mai fierbinte, să fie între 20 și 30 de grade.
Țări importante care cultivă piersicul sunt China, Iran, Franța dar și țări mediteraneene precum Italia, Spania, Grecia. Mai de curând, țări precum Statele Unite, Canada și Australia au devenit de asemenea țări importante producătoare de piersici.

## Istoric
În anul 2015 au fost descoperite în China fosilele a opt piersici, având o vechime de 2.5 milioane ani.
Chiar dacă  numele său științific (Prunus persica) sugerează că piersica este originară din Persia, piersicul este de fapt nativ Asiei, mai precis Chinei. Piersicii sunt menționați în scrierile chineze încă din secolul X î.Hr, unde se spune că au fost fructele preferate ale regilor și împăraților chinezi. Recent, istoria cultivării piersicilor în China a fost rescrisă de la început, în urma studierii unor manuscrise din anii 1100 î.Hr.
Piersica a fost adusă în India și în Asia vestică încă din vremuri antice. Alexandru Macedon a adus fructul în Europa după cucerirea perșilor în 331 î.Hr. . Mai târziu, a fost adus în America de către exploratorii spanioli și a ajuns în cele din urmă și în Anglia și Franța, în secolul XVII, unde era considerată o delicatesă.
În prezent, piersicul s-a răspândit pe tot mapamondul, fiind un pom fructifer destul de comun.